# 제천학생회관
제천학생회관(堤川學生會館)은 대한민국 충청북도 제천시 청전동에 있는 문화 시설로서 관장은 안효명이다. 도서관, 수영장, 체육관, 인라인 스케이트장 등의 시설을 갖추고 있다.
1985년 1월 19일에 개관. 종합자료실과 아동열람실 및 디지털자료실이 있으며 7만여권의 장서를 소장하고 있다. 지역의 평생교육과 독서문화 확산을 위한 평생교육강좌 및 청소년의 문화 체험을 위한 다양한 학생특별활동을 전개하고 있다. 학생회관은 매월 둘째, 넷째주 월요일 및 국경일에 휴관한다. 수영장은 개장기간내 매주 월요일에 휴장한다.

## 연혁
- 1985.01.19 제천시도서관으로 개관
- 1996.07.20 신축이전(제천시 화산동 → 청전동)
- 1997.01.03 제천학생회관 개관
- 2002.12.26 충청북도교육청지정 제천평생학습관 운영(2003~2007)
- 2003.12.18 디지털자료실 개설
- 2008.01.01 충청북도교육청지정 제천평생학습관 운영(2008~2010)
- 2011.01.01 충청북도교육청지정 제천평생학습관 운영(2011~2013)
- 2014.01.01 충청북도교육청지정 제천평생학습관 운영(2014~2016)

## 시설현황
- 2층: 디지털자료실, 종합자료실, 아동자료실, 자유열람실, 정기간행물실
- 1층: 향토민속교육사료관(폐교자료전시), 사무실, 관장실, 강의실, 평생교육실, Wee센터

## 이용 안내
이용 시간
- 일반자료실, 아동자료실, 디지털자료실, 간행물실, 열람실: 매일 09:00~22:00

휴관일
- 매월 2번째, 4번째 월요일
- 1월 1일, 설날 및 추석 연휴
- 일요일을 제외한 관공서의 공휴일(단, 공휴일이 일요일과 중복 될 경우 개관)